# Нижній Грушов
Нижній Грушов (словац. Nižný Hrušov) — село в Словаччині, Врановському окрузі Пряшівського краю. Розташоване в східній частині Словаччини в північному куті Східнословацької низовини на березі Ондави.
Уперше згадується у 1254 році.

## Культурні памя'тки
- палац з 1701 року в стилі бароко-класицизму.

### Храми
У селі є греко-католицька церква Успіння Пресвятої Богородиці з 14 століття в стилі готики, у 1836 році перебудована в стилі бароко та класицизму з вежею з 1615 року і римо-католицький костел (1910) в стилі неоромантизму.

## Населення
| Рік:            | 1994. | 2004.   | 2014.   | 2024.   |
| --------------- | ----- | ------- | ------- | ------- |
| Кількість осіб: | 1704  | 1666    | 1592    | 1501    |
| Різниця:        |       | -2,23 % | -4,44 % | -5,71 % |

| Рік:            | 2023. | 2024.   |
| --------------- | ----- | ------- |
| Кількість осіб: | 1500  | 1501    |
| Різниця:        |       | +0,06 % |

У селі проживає 1603 особи.
Національний склад населення (за даними перепису 2001 року):
- словаки — 99,35 %,
- цигани — 0,35 %,
- чехи — 0,06 %,
- угорці — 0,06 %.

Склад населення за приналежністю до релігії станом на 2001 рік:
- римо-католики — 78,22 %,
- греко-католики — 19,01 %,
- протестанти — 1,24 %,
- не вважають себе вірянами або не належать до жодної конфесії — 1,00 %.